# Nabisco Masters 1985 - Doppio
Il doppio del Nabisco Masters 1985 è stato un torneo di tennis facente parte della categoria Grand Prix.
Peter Fleming e John McEnroe era i detentori del titolo, ma quest'anno non si sono qualificati.
Stefan Edberg e Anders Järryd hanno battuto in finale Joakim Nyström e Mats Wilander con il punteggio di 6–1, 7–6.

## Teste di serie
1. Ken Flach /  Robert Seguso (semifinali)
2. Stefan Edberg /  Anders Järryd (campione)

1. Paul Annacone /  Christo van Rensburg (semifinali)
2. Joakim Nyström /  Mats Wilander (finale)

## Tabellone

### Legenda
| - Q = Qualificato - WC = Wild card - LL = Lucky loser | - ALT = Alternate - SE = Special Exempt - PR = Protected Ranking | - w/o = Walkover - r = Ritirato - d = Squalificato |

|  | Quarti di finale | Quarti di finale                   | Quarti di finale            | Quarti di finale | Quarti di finale |  |  | Semifinali                         | Semifinali                         | Semifinali                         | Semifinali                  | Semifinali                  |   |   | Finale                       | Finale                       | Finale                       | Finale | Finale |  |
|  |                  |                                    |                             |                  |                  |  |  |                                    |                                    |                                    |                             |                             |   |   |                              |                              |                              |        |        |  |
|  | 1                | Ken Flach Robert Seguso            | Ken Flach Robert Seguso     | 6                | 7                |  |  |                                    |                                    |                                    |                             |                             |   |   |                              |                              |                              |        |        |  |
|  |                  | Sergio Casal Emilio Sánchez        | Sergio Casal Emilio Sánchez | 0                | 6                |  |  | Ken Flach Robert Seguso            | Ken Flach Robert Seguso            | Ken Flach Robert Seguso            | 2                           | 1                           |   |   |                              |                              |                              |        |        |  |
|  | 4                | Joakim Nyström Mats Wilander       | 7                           | 4                | 7                |  |  | Joakim Nyström Mats Wilander       | Joakim Nyström Mats Wilander       | Joakim Nyström Mats Wilander       | 6                           | 6                           |   |   |                              |                              |                              |        |        |  |
|  |                  | Mark Edmondson Kim Warwick         | 6                           | 6                | 6                |  |  |                                    |                                    |                                    |                             |                             |   |   | Joakim Nyström Mats Wilander | Joakim Nyström Mats Wilander | Joakim Nyström Mats Wilander | 1      | 6      |  |
|  |                  | Heinz Günthardt Balázs Taróczy     | 7                           | 3                | 6                |  |  |                                    |                                    | Stefan Edberg Anders Järryd        | Stefan Edberg Anders Järryd | Stefan Edberg Anders Järryd | 6 | 7 |                              |                              |                              |        |        |  |
|  | 3                | Paul Annacone Christo van Rensburg | 5                           | 6                | 7                |  |  | Paul Annacone Christo van Rensburg | Paul Annacone Christo van Rensburg | Paul Annacone Christo van Rensburg | 4                           | 3                           |   |   |                              |                              |                              |        |        |  |
|  |                  | Pavel Složil Tomáš Šmíd            | Pavel Složil Tomáš Šmíd     | 6                | 2                |  |  | Stefan Edberg Anders Järryd        | Stefan Edberg Anders Järryd        | Stefan Edberg Anders Järryd        | 6                           | 6                           |   |   |                              |                              |                              |        |        |  |
|  | 2                | Stefan Edberg Anders Järryd        | Stefan Edberg Anders Järryd | 7                | 6                |  |  |                                    |                                    |                                    |                             |                             |   |   |                              |                              |                              |        |        |  |